# Verone

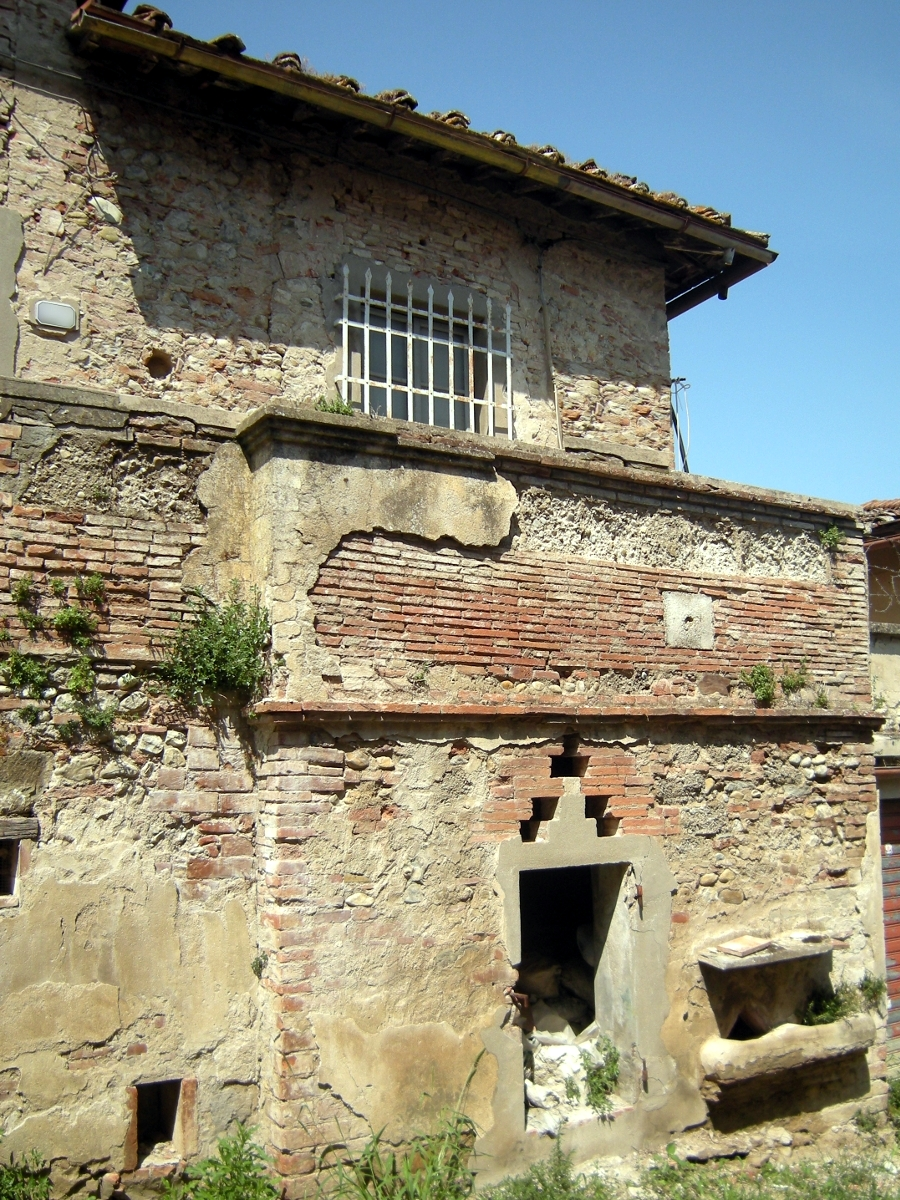
Terrazzino con parapetto presso il portone in una casa rurale di fine XIX secolo in Toscana.

Un veróne è un terrazzino all'altezza dell'entrata principale di una casa.

## Etimologia e altri usi
Il termine verone secondo Giacomo Devoto deriva da vera, "sponda del pozzo" e quindi significa "grossa sporgenza". Nell'italiano letterario può essere sinonimo di terrazzo scoperto, loggia o balcone.

## In Toscana
In Toscana il verone è un terrazzino sia scoperto sia coperto in cui termina la scala esterna delle case rurali. In genere è dotato di parapetto o ringhiera.

## In Germania
In Germania, specie nella zona baltica, il Beischlag è una sorta di verone a pianterreno, al livello della strada o rialzato di pochi gradini. In genere è cinto da parapetto.